# Robigalia Catena
La Robigalia Catena è una struttura geologica della superficie di 4 Vesta.